# Peace, Love & Truth
Peace, Love & Truth è una compilation di John Lennon e Yōko Ono, pubblicata nel 2005.

## Descrizione
Il disco contiene canzoni aventi come tema la pace, l'amore e la verità, ed è stato pubblicato solo in Asia e Australia.

## Tracce
1. Give Peace a Chance (Remix 2005) – 6:11 (feat. The Voices of Asia)
2. Gimme Some Truth – 3:16
3. Love – 3:22
4. Hold On – 1:53
5. Give Peace a Chance (Y2K+) – 3:54
6. Imagine – 3:04
7. Bring on the Lucie (Freeda Peeple) – 4:13
8. Mind Games – 4:13
9. I Don't Want to Be a Soldier (Remix) – 6:04
10. Instant Karma! – 3:20
11. Power To The People – 3:23
12. Real Love – 4:08
13. Help Me to Help Myself – 2:09
14. I Don't Wanna Face It – 3:23
15. Bless You – 4:37
16. Happy Xmas (War Is Over) – 3:34
17. Listen the Snow Is Falling – 3:10
18. Give Peace a Chance – 4:54